# ままごとキッチン
ままごとキッチンは台所設備及びその関連用品を真似た玩具。ままごと遊びで使用される。
特にヨーロッパのおもちゃメーカーが販売しているものが人気のようだが、
日本製の木を使ったままごとキッチンも人気があるようである。

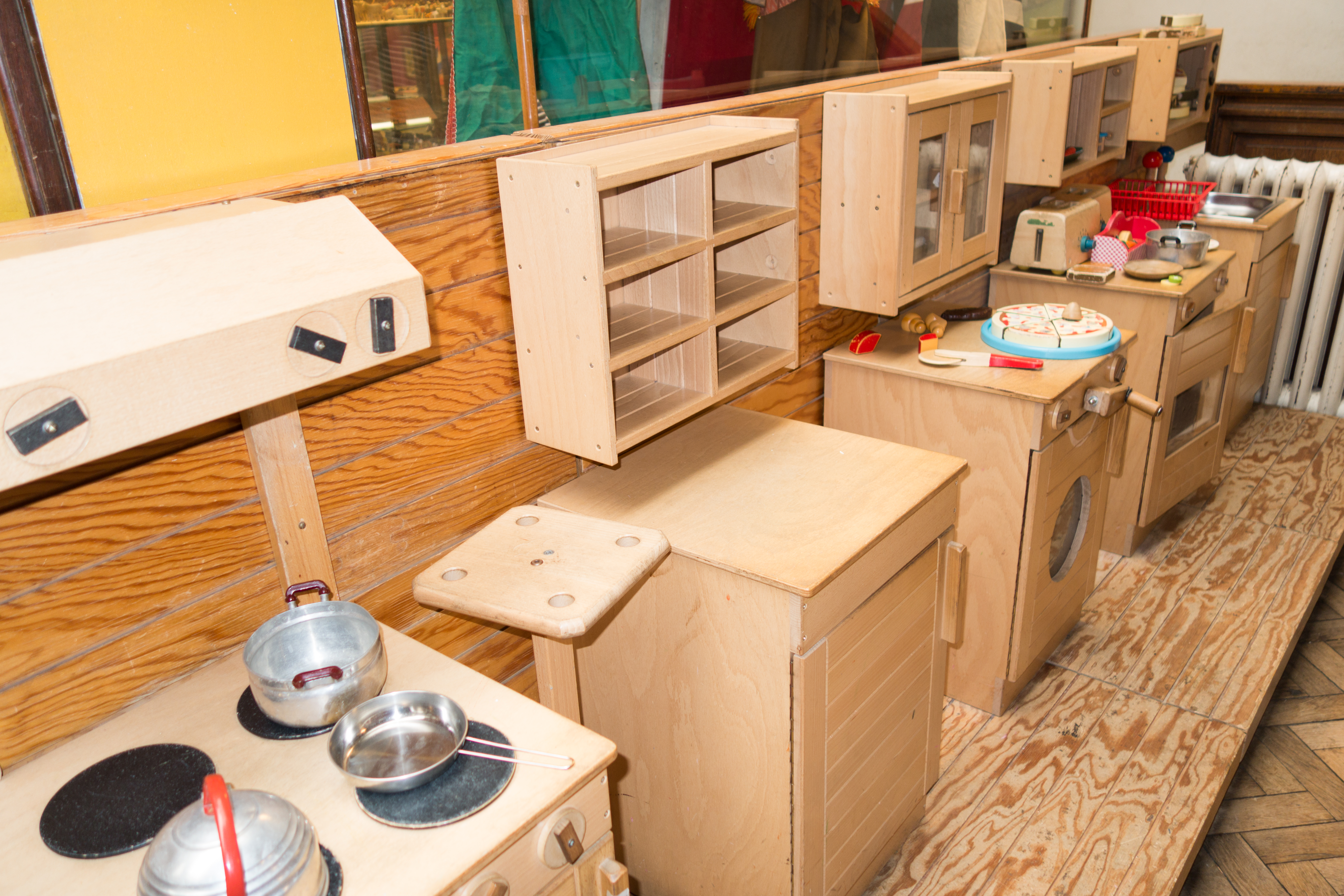
ままごとキッチン

## 自分で作れるままごとキッチン
ままごとキッチンの作り方が最近雑誌などでも取り上げられている。
カラーボックスなどの身近な物を使った作り方やホームセンターなどで
木材をカットしてもらい後は組み立てるだけと言った物まで作り方は多種多彩。
またWEBサイトでも本格的なままごとキッチンの作り方が紹介されている。

## 玩具ギャラリー

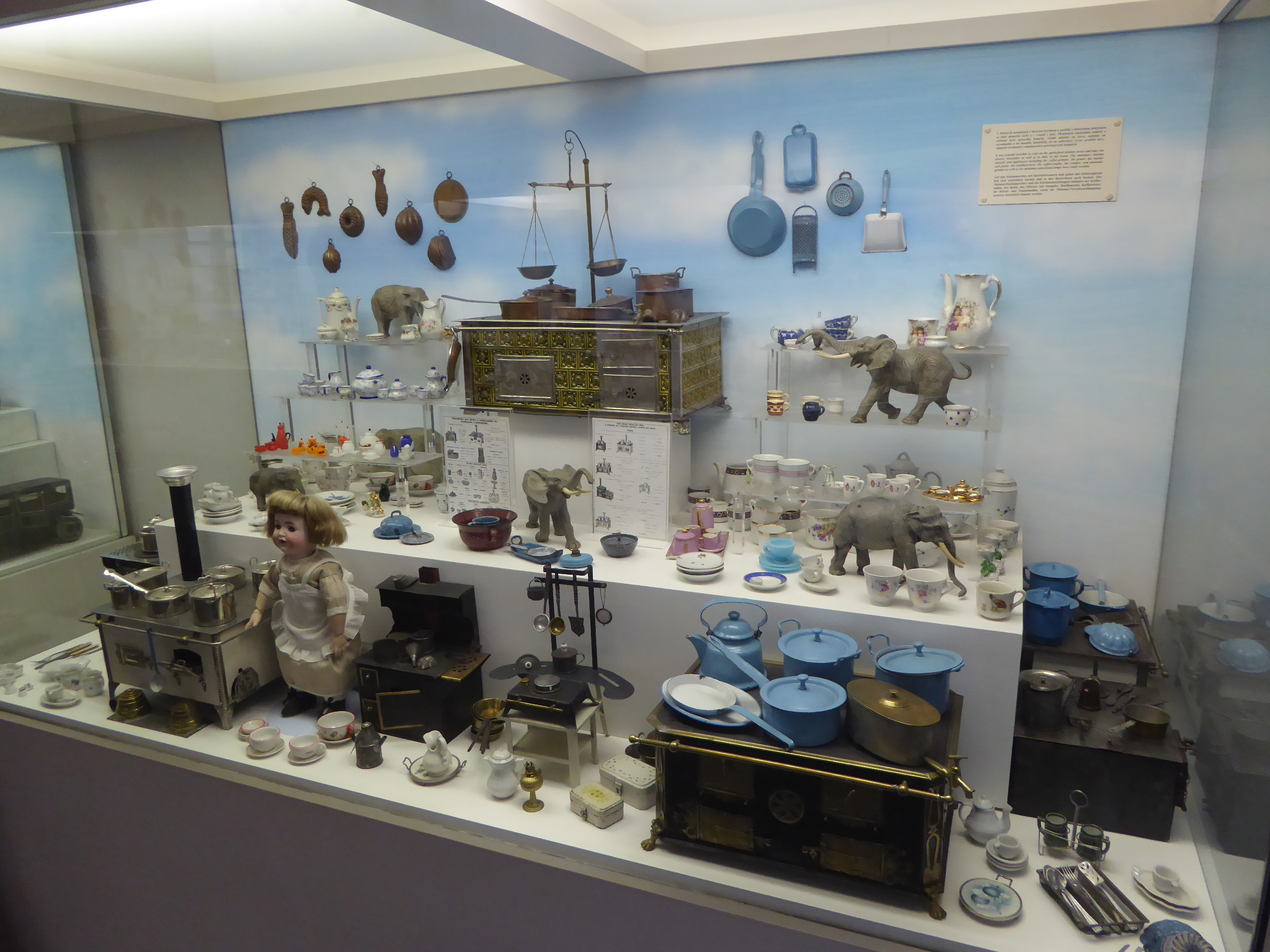
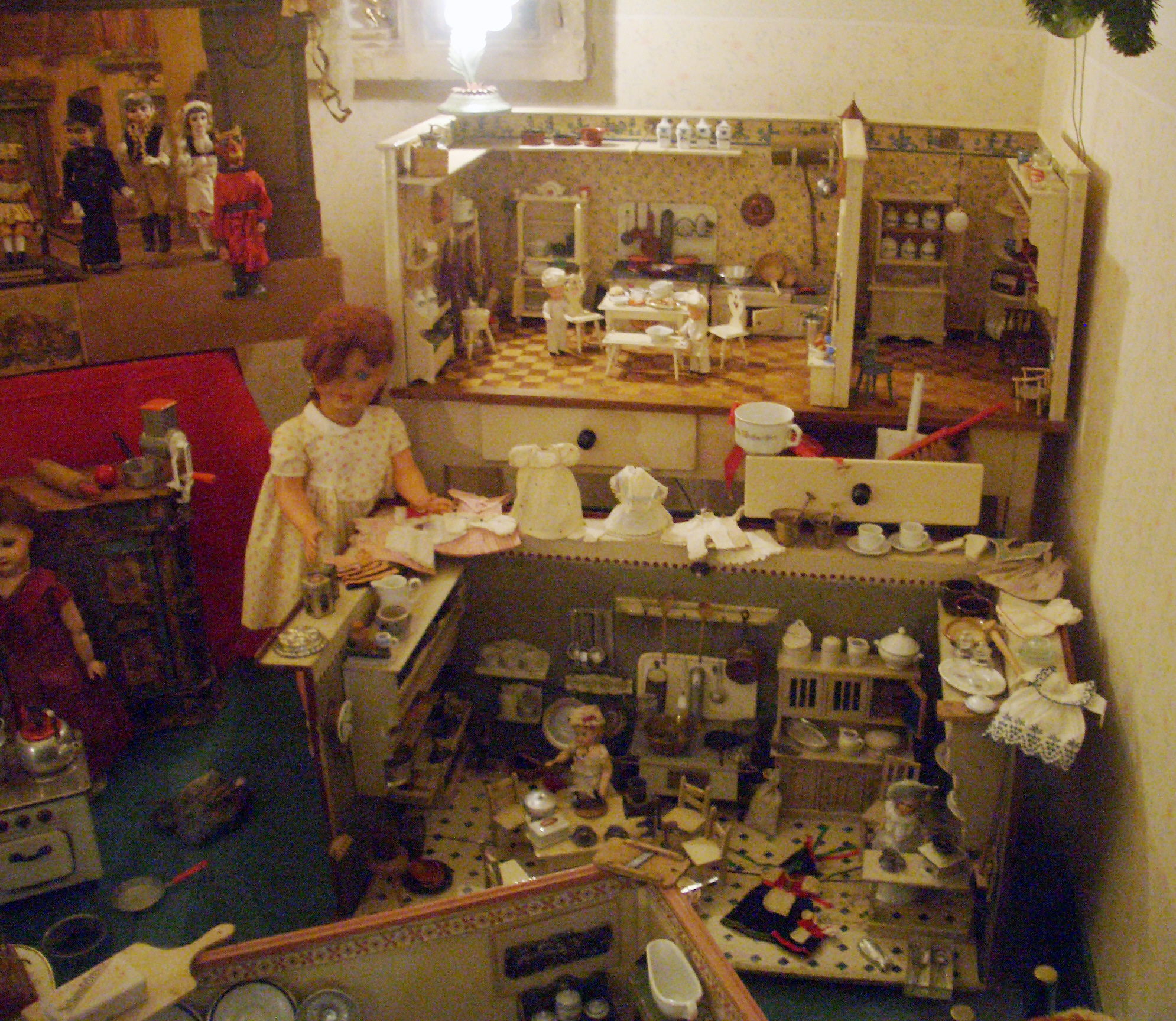
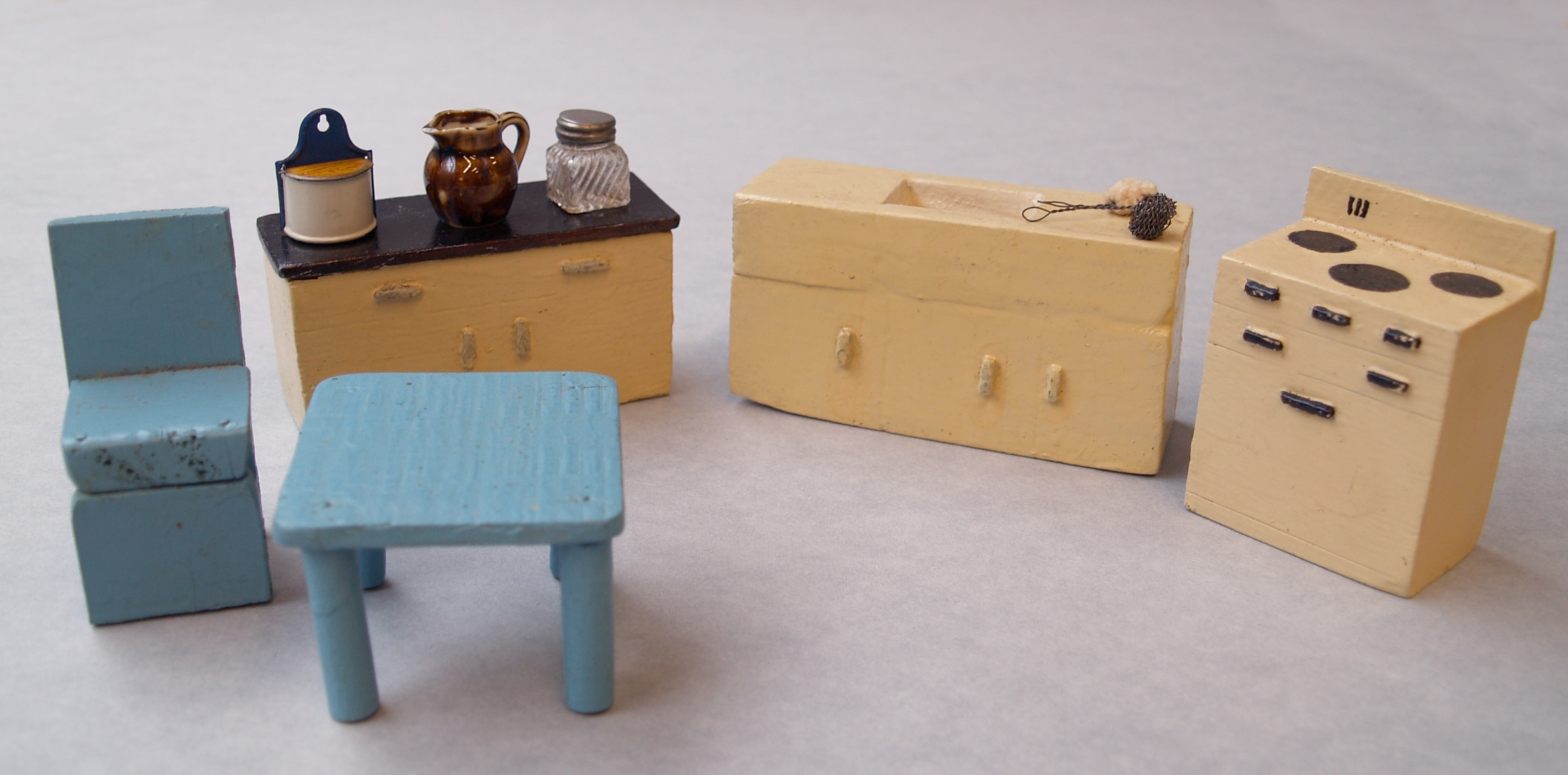
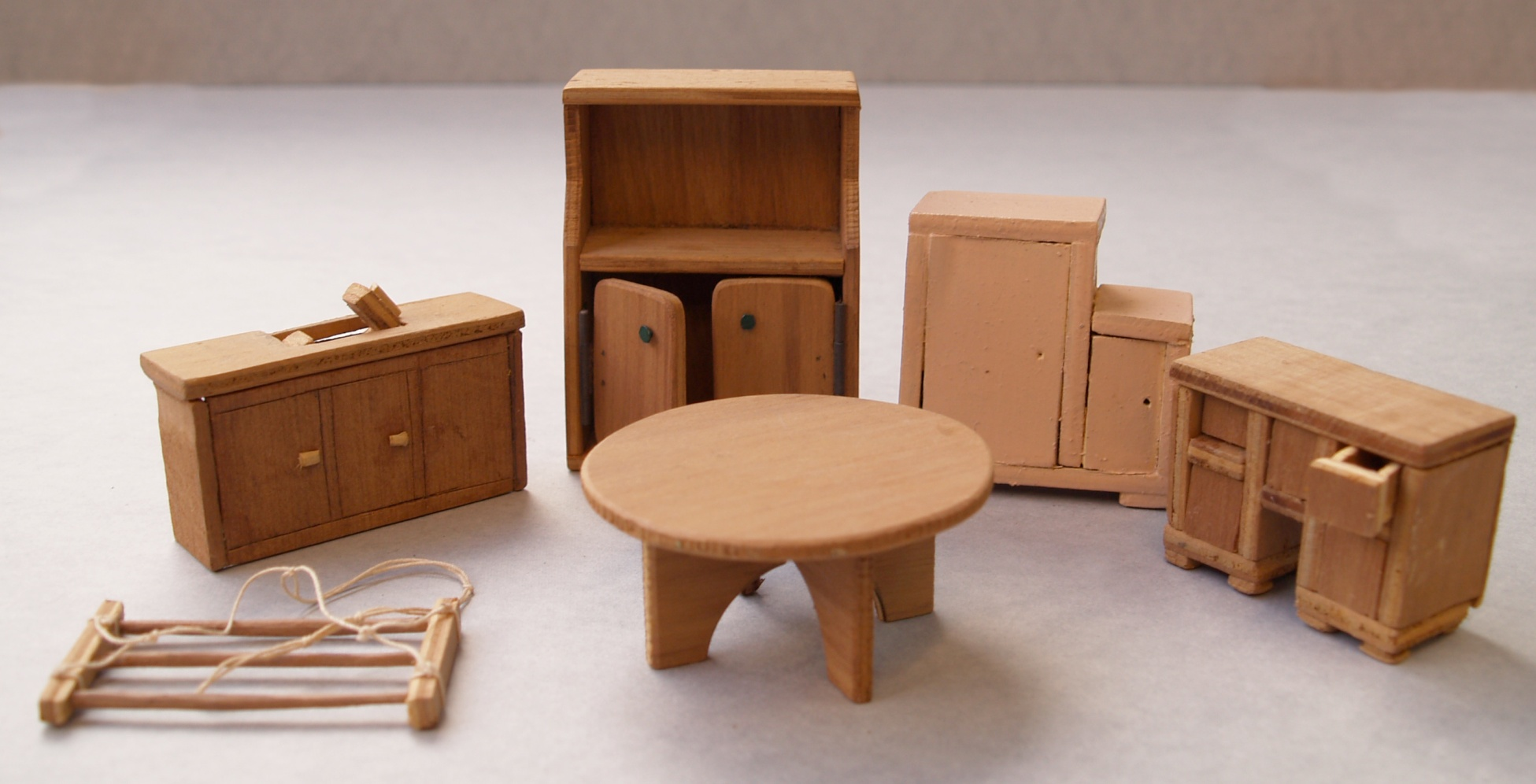
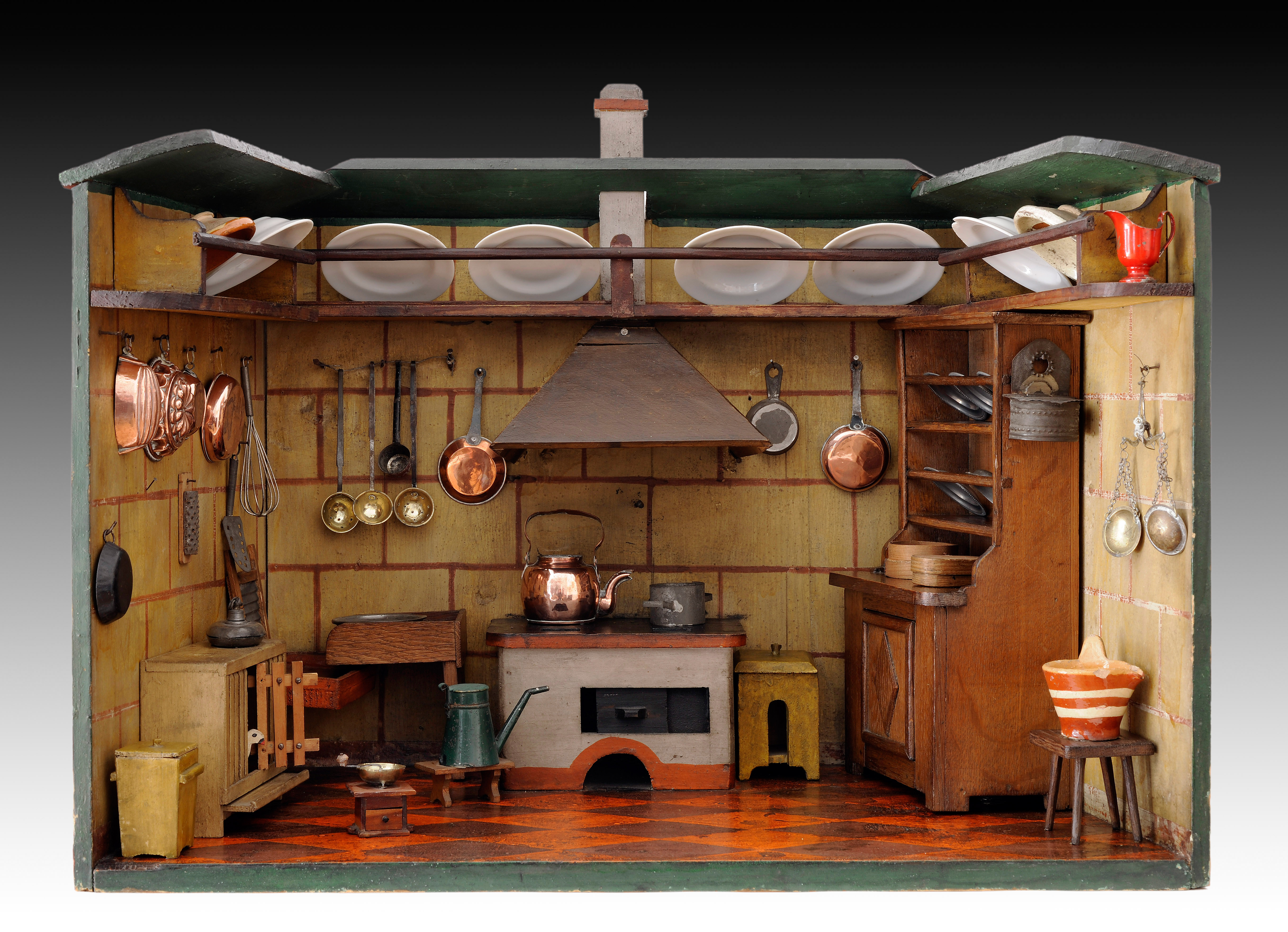
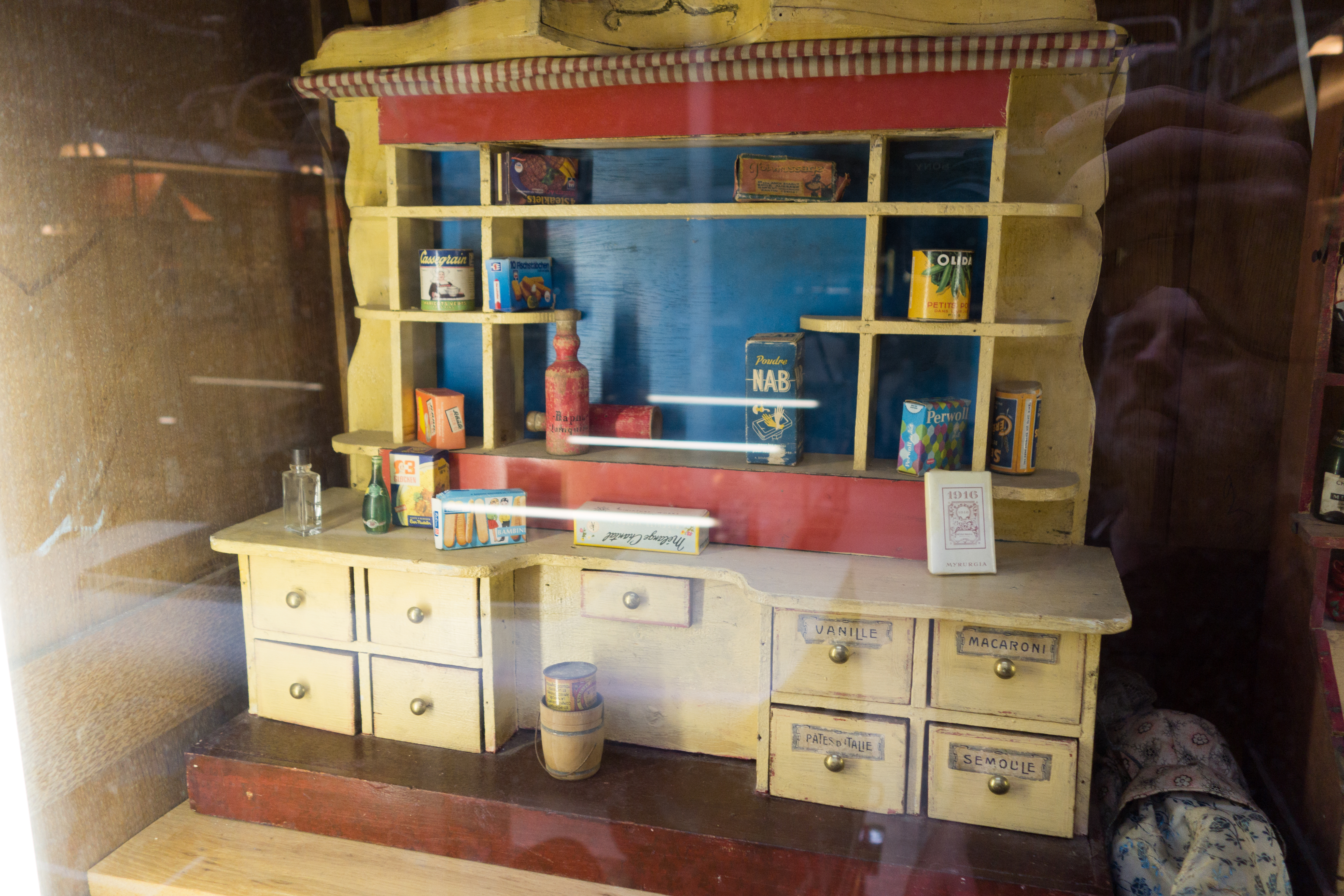
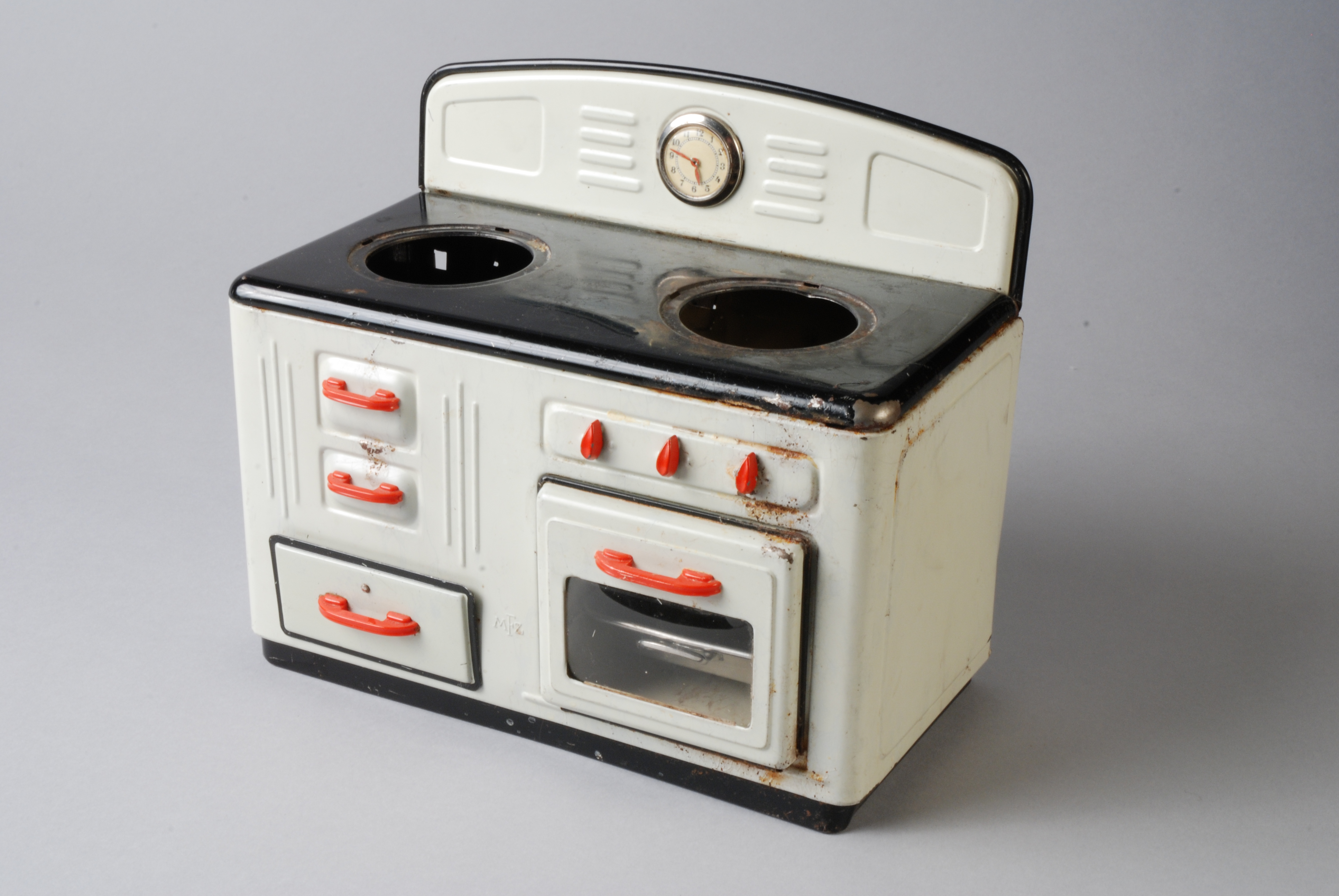
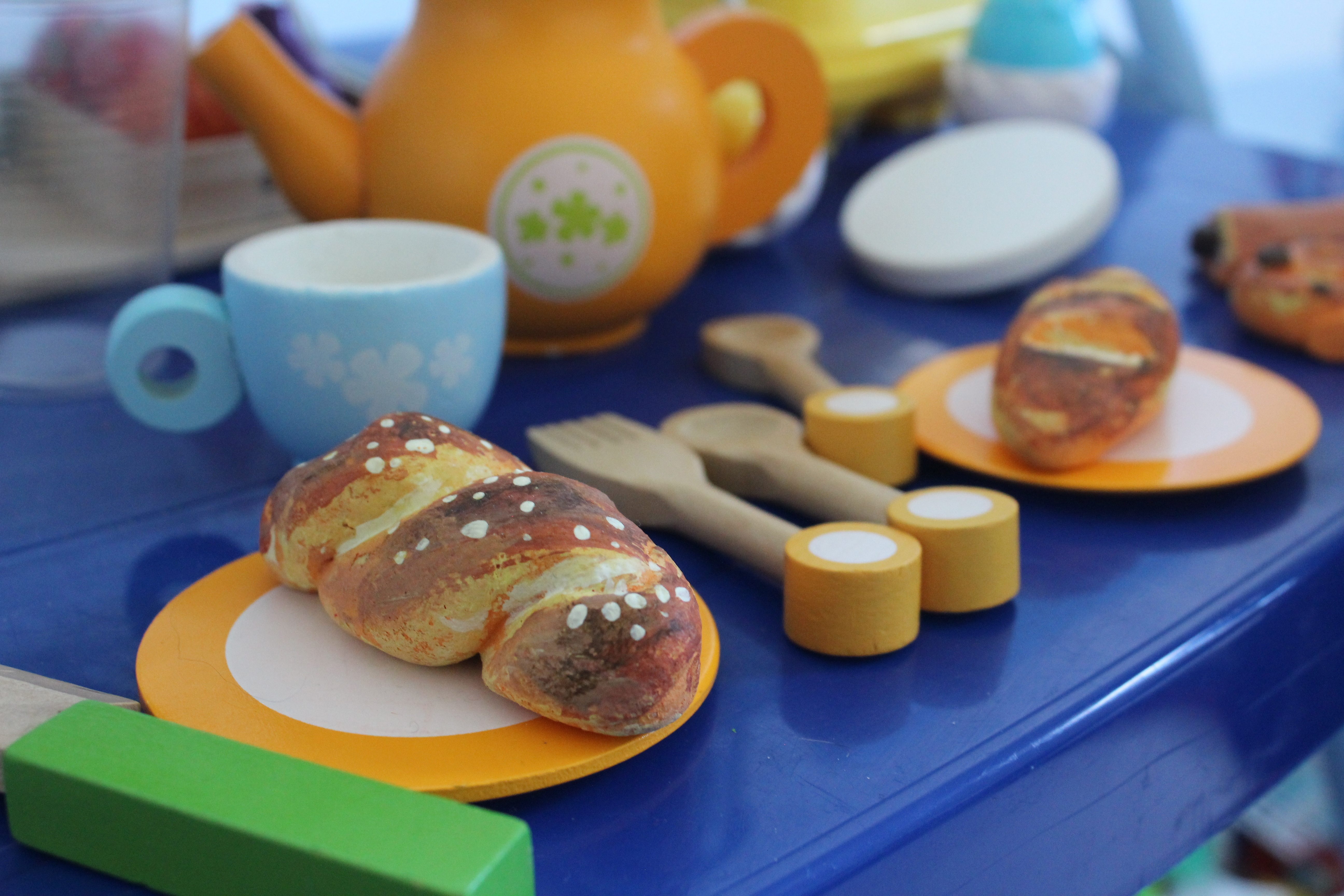